# Powiat Mödling
Bezirk Mödling – powiat w Austrii, w kraju związkowym Dolna Austria, w rejonie Industrieviertel. Siedziba powiatu znajduje się w mieście Mödling.
Powiat znany jest z produkcji win i źródeł termalnych.

## Historia
Bezirk Mödling został utworzony na początku XX wieku. Wcześniej tereny wchodzące w jego skład należały do powiatu Baden. W 1938 został włączony do Wiednia jako 24. dzielnica. Do Dolnej Austrii powrócił jako samodzielny powiat w 1954.

## Geografia
Wschodnia część powiatu leży w Kotlinie Wiedeńskiej, zaś zachodnia w Lesie Wiedeńskim.
Bezirk Mödling graniczy: na zachodzie i wschodzie z powiatem Wien-Umgebung, na południu z powiatem Baden, na północy powiat graniczy z Wiedniem.

## Podział administracyjny
Powiat podzielony jest na 20 gmin, w tym jedną gminę miejską (Stadt), dwanaście gmin targowych (Marktgemeinde) oraz siedem gmin wiejskich (Gemeinde).
| Miasta 1. Mödling (20 630) Gminy targowe 1. Biedermannsdorf (3155) 2. Breitenfurt bei Wien (6010) 3. Brunn am Gebirge (12 218) 4. Gumpoldskirchen (4017) 5. Guntramsdorf (9285) 6. Hinterbrühl (3941) 7. Kaltenleutgeben (3325) 8. Laxenburg (3065) 9. Maria Enzersdorf (8830) 10. Perchtoldsdorf (14 976) 11. Vösendorf (7588) 12. Wiener Neudorf (9577) | Gminy 1. Achau (1592) 2. Gaaden (1601) 3. Gießhübl (2446) 4. Hennersdorf (1552) 5. Laab im Walde (1094) 6. Münchendorf (3188) 7. Wienerwald (2949) |
| (stan liczby mieszkańców 1 stycznia 2023) | |

## Infrastruktura
Przez powiat przebiegają autostrady: Süd Autobahn, Südostautobahn, a także Wiener Außenring Autobahn, która jest autostradową obwodnicą Wiednia, oraz drogi krajowe: Ödenburger Straße i Wiener Neustädter Straße.
Przez powiat biegnie magistrala kolejowa Südbahn oraz liczne linie kolejowe o mniejszym znaczeniu.
W gminie Vösendorf zlokalizowano jedno z największych centrów handlowych w Europie Shopping City Süd. Ten obiekt o powierzchni około 270 tys. m² co roku odwiedza ponad 25 mln osób.

## Galeria

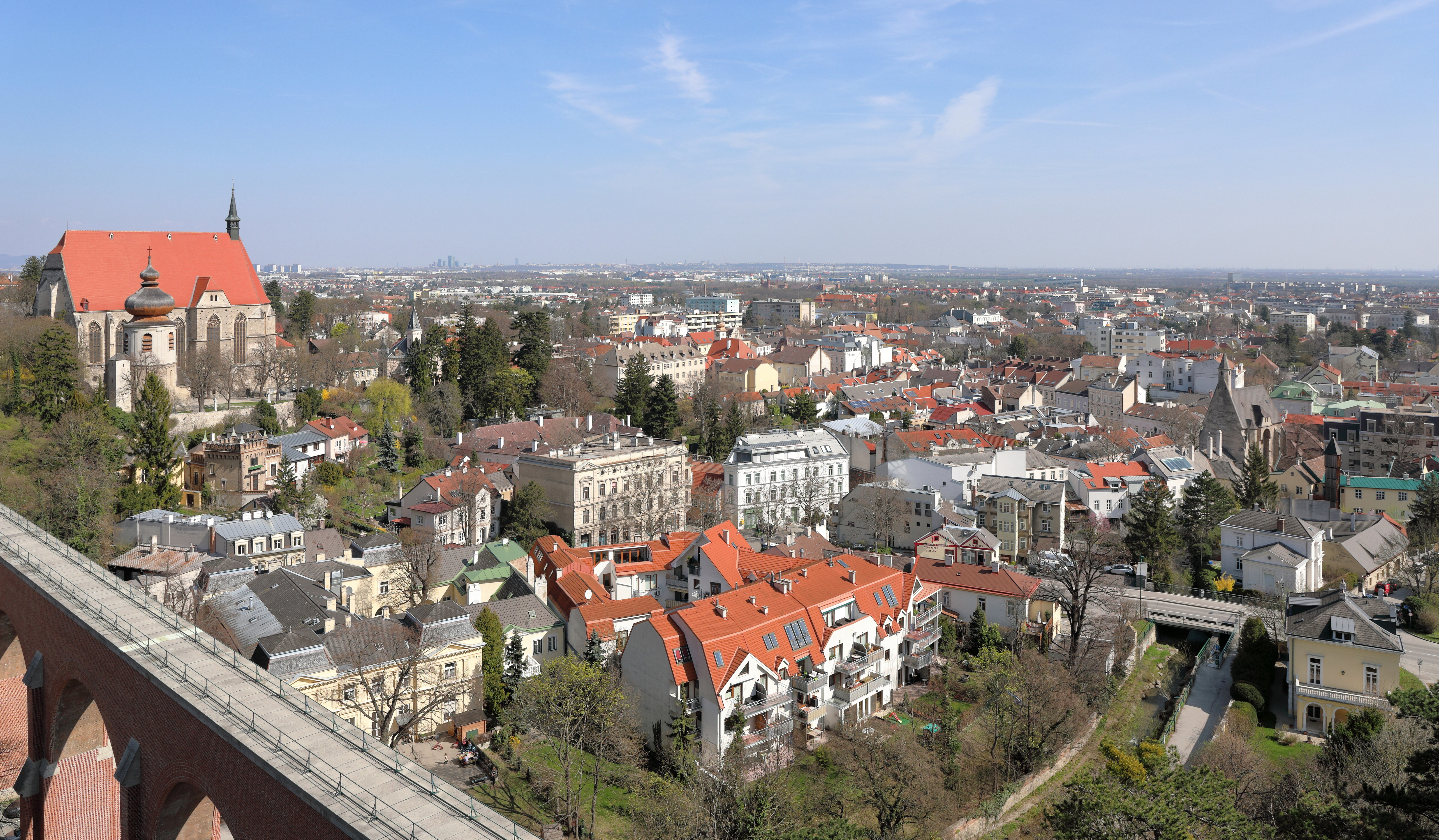
Mödling
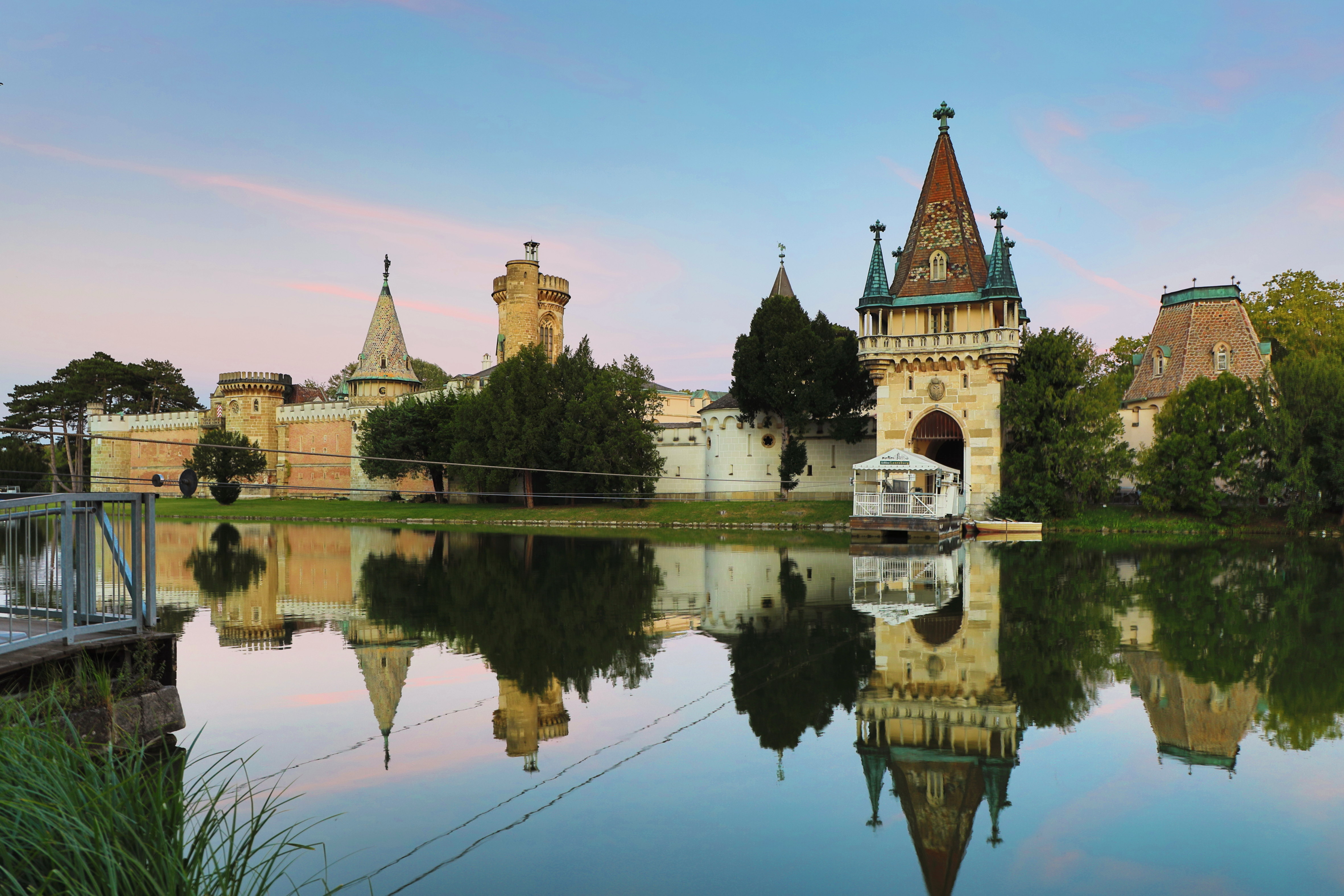
Franzensburg
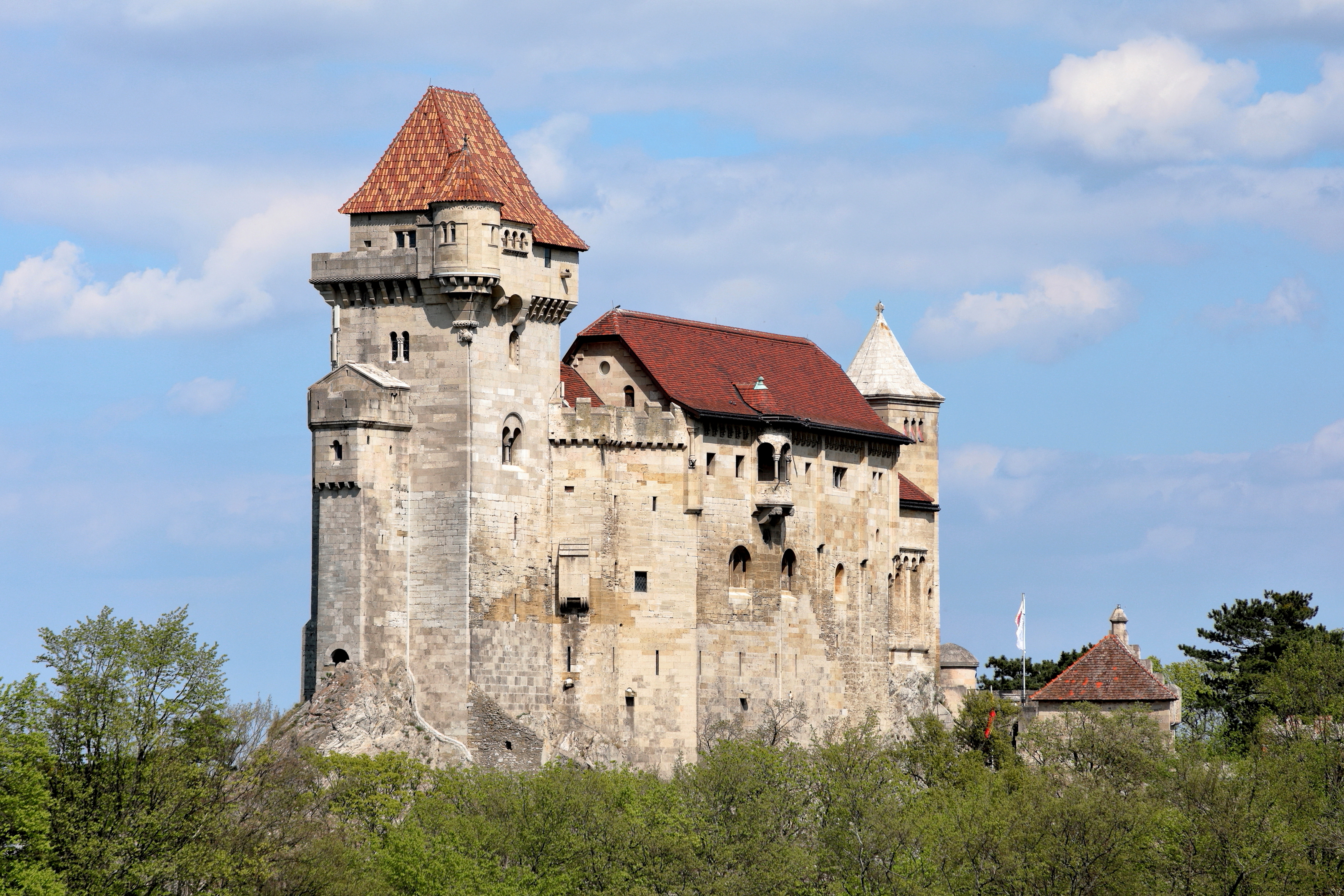
Zamek Liechtenstein